# Национализация в България
Национализацията в България е процесът на принудително одържававане на основната част от промишлеността и услугите при налагането на тоталитарния комунистически режим в края на 40-те години на XX век.
Тя ликвидира частната собственост върху средствата за производство и частните компании – фабрики, банки, застрахователни дружества, магазини, занаятчийски работилници.
Национализацията започва непосредствено след Деветосептемврийския преврат през 1944 година с конфискации на имущество на отделни лица – осъдени от т.нар. „Народен съд“ или обвинени в „спекулативна дейност“, както и с налагане на изключително тежки данъци върху частните предприятия. През 1946 г. е одържавявено застрахователното дело.
На 17 май 1947 г. Политбюро на ЦК на БКП създава специална тайна комисия, със задачата да изработи предложение кои предприятия да бъдат национализирани. Пак нелегално се подготвят кадри, които да заемат ръководните длъжности в тези компании. Прецесът се ускорява през есента на 1947 година, когато е създадено Коминформбюро и Съветският съюз се ориентира към ускорено налагане на тоталитарния режим в Източна Европа – тези промени са последвани от доклад на Вълко Червенков пред ЦК на БКП, който остро критикува дотогавашната политика на партията, довела до забавяне на „обществените преобразования в социалистически дух“.
На 23 декември 1947 г. рано сутринта специално подготвени кадри за бъдещото управление на предприятията за национализиране и милиционерски части блокират достъпа на собствениците до архива, касата и управлението. Създаденият Закон за национализацията на частни индустриални и минни предприятия за провеждането на този акт е приет от VI велико народно събрание същия ден по-късно в 10 часа. В 11 часа собствениците са изгонени от собствените предприятия, иззети са всички техни документи, ключовете на фабриките и са назначени коменданти, които да охраняват вече държавните фабрики. Пълното прилагане на закона обхваща период от две години и обхваща около 7 хиляди предприятия, главно малки и средни по размер.
На 18 февруари 1948 година е приет Закон за изкупуване на едрия земеделски инвентар от частните собственици, с който е национализирана и селскостопанската техника.